# Парада, Виктор
Ви́ктор Пара́да Гонса́лес (исп. Victor Parada González; 4 апреля 2002, Мадрид, Испания) — испанский футболист, защитник клуба «Алавес», выступающий на правах аренды за клуб «Мирандес».

## Клубная карьера
6 декабря 2023 года Парада дебютировал за основную команду «Алавеса» в матче Кубка Испании против клуба «Террасса».